# 阿尔博雷亚
阿尔博雷亚（義大利語：Arborea），是意大利奥里斯塔诺省的一个市镇。总面积115平方公里，人口4028人，人口密度35.0人/平方公里（2009年）。ISTAT代码为095006。